# Preluk
Preluk je automobilistička i motociklistička staza kod Opatije. 
Na Preluku se 1940. održalo prvenstvo Italije,  a od 1946. motociklistička i automobilistička utrka koja je nosila više imena: Opatijska utrka, Okrug Preluk, Nagrada Jadrana, Velika nagrada Jadrana, Velika nagrada Jugoslavije.
Kapacitet ove staze prepoznat je i djelatnici iz Matulja, Opatije i Rijeke dali su joj novi izgled. Teren, građevine i natjecateljska staza postupno su poprimali obrise turističko-športskog centra koji je postao važni čimbenik razvitka auto-moto športa. Vremenom je postao međunarodnim poligonom za testiranje afirmativnih vozača i najpoznatijih tvornica motora u svijetu. Bodovala se za prvenstvo Hrvatske, cestovno prvenstvo FNRJ i svjetsko prvenstvo.
Automobilistička Velika nagrada Jadrana održavala se od 1946. do 1977. godine, kao i motociklistička utrka.

### Utrke Svjetskog prvenstva
| Razdoblje                   | Natjecanje                                                     | Klasa          | Broj utrka |
| --------------------------- | -------------------------------------------------------------- | -------------- | ---------- |
| 1939. – 77. (?)             | (Velika nagrada Jadrana)                                       |                |            |
| 1969. – 70. 1972. – 77. (8) | Svjetsko prvenstvo u motociklizmu (Velika nagrada Jugoslavije) | 50cc           | 8          |
| 1969. – 70. 1972. – 77. (8) | Svjetsko prvenstvo u motociklizmu (Velika nagrada Jugoslavije) | 125cc          | 8          |
| 1969. – 70. 1972. – 77. (8) | Svjetsko prvenstvo u motociklizmu (Velika nagrada Jugoslavije) | 250cc          | 8          |
| 1969. – 70. 1972. – 77. (8) | Svjetsko prvenstvo u motociklizmu (Velika nagrada Jugoslavije) | 350cc          | 8          |
| 1969. – 70. 1972. – 77. (8) | Svjetsko prvenstvo u motociklizmu (Velika nagrada Jugoslavije) | 500cc          | 4?         |
| 1969. – 70. 1972. – 77. (8) | Svjetsko prvenstvo u motociklizmu (Velika nagrada Jugoslavije) | Sidecars 500cc | ?          |